# Wilhelm Troll

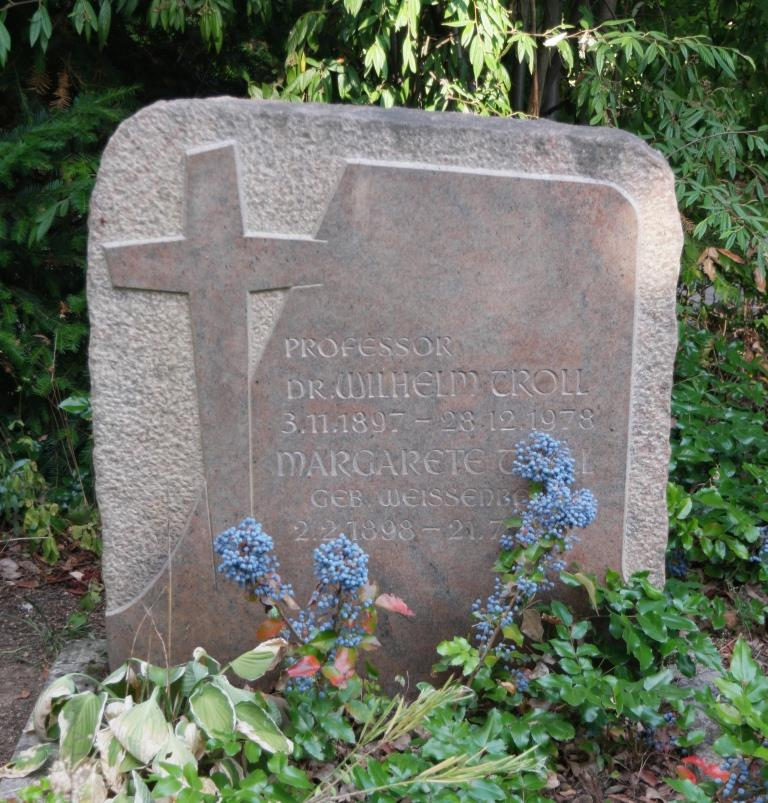
Grab von Wilhelm Troll auf dem Hauptfriedhof Mainz

Wilhelm Troll (* 3. November 1897 in München; † 28. Dezember 1978 in Mainz) war ein deutscher Botaniker. Sein offizielles botanisches Autorenkürzel lautet „Troll“. Er war Bruder des Geographen Carl Troll.

## Leben
Der Sohn des Nervenarztes Theodor Troll und dessen Ehefrau Elisabeth Troll, geborene Hufnagel, besuchte bis 1911 die Volks- und dreiklassige Lateinschule in Wasserburg am Inn, dann von der vierten bis zu siebten Klasse das Gymnasium in Rosenheim. Ab 1915 war er Schüler am Wilhelmsgymnasium München, bevor er im Juni 1916 zum Kriegsdienst einberufen wurde.
Bis zum Kriegsende 1918 diente er an der Westfront. Troll studierte von 1918 bis 1922 in München Botanik und Naturwissenschaften. Als Assistent am Botanischen Institut in München (1923 bis 1932) nahm er von 1928 bis 1930 an einer Expedition nach Malaysia teil, die hauptsächlich dem Studium der Mangrovenvegetation diente. 1928 wurde er zum außerordentlichen Professor ernannt, 1932 erhielt er einen Ruf an die Universität Halle als Leiter des Botanischen Institutes und des Botanischen Gartens. 1933 stellte er den Antrag auf Aufnahme in die NSDAP, der allerdings 1934 durch die Ortsgruppe Halle-Merseburg abgelehnt wurde.
Nach dem Zweiten Weltkrieg arbeitete Troll vorübergehend ab Februar 1946 als Studiendirektor in Kirchheimbolanden, war er von 1946 an bis zu seiner Emeritierung 1966 Professor für Botanik an der Johannes Gutenberg-Universität Mainz. Von 1950 bis 1955 baute er zusammen mit seinem technischen Gartenleiter Max Top (1895–1986) den Botanischen Garten der Universität auf. Da die wirtschaftliche Lage zu Beginn noch sehr schwierig war und an der wiederbegründeten Universität sich alles im Aufbau befand, wurde der Garten fast vollständig in Eigenleistung der Mitarbeiter und Studenten aufgebaut.
Trolls wissenschaftliches Interesse galt vor allem der Morphologie der Pflanzen. Seine Studien zur vergleichenden Morphologie standen in der Tradition von Johann Wolfgang von Goethe. Sein besonderer Schwerpunkt lag dabei auf der Formenlehre (Morphologie) der Blütenstände, der Infloreszenzmorphologie. Wilhelm Troll schrieb außerdem mehrere Lehrbücher.
Wilhelm Troll war 1919 aus der römisch-katholischen Kirche ausgetreten, trat aber in den 1940er Jahren wieder ein. Seine 1925 standesamtlich geschlossene Ehe schloss er anschließend auch kirchlich. Er trat sodann dem Ritterorden vom Heiligen Grab zu Jerusalem bei.
1933 wurde er Mitglied der Deutschen Akademie der Naturforscher Leopoldina und 1947 Mitglied der Heidelberger Akademie der Wissenschaften.

## Schriften
- Organisation und Gestalt im Bereich der Blüte. 1928.
- Vergleichende Morphologie der höheren Pflanzen. (1937–1942).
- als Herausgeber mit Theo Eckardt und Hermann Meusel: Die Vegetationsverhältnisse der Gipsberge im Kyffhäuser und im südlichen Harzvorland. Ein Beitrag zur Steppenheidefrage (= Abhandlungen der Botanischen Vereinigung Mitteldeutschlands,  Band 2, 1939). Buchdruckerei des Waisenhauses, Halle an der Saale / Berlin 1939.
- Allgemeine Biologie. Ein Lehrbuch auf vergleichend biologischer Grundlage. 1948.
- Allgemeine Botanik. Enke, 1948.
- mit Stefan Vogel: Taschenbuch der Alpenpflanzen. Schreiber, 1953.
- Praktische Einführung in die Pflanzenmorphologie. Teil 2: Die blühende Pflanze. G. Fischer, Jena 1957.
- Die Infloreszenzen. (1964–1969).
- mit Focko Weberling: Infloreszenzuntersuchungen an monotelen Familien. Materialien zur Infloreszenzmorphologie von Wilhelm Troll. Urban & Fischer, München 1989, ISBN 3-437-30599-9.